# Kanton Le Faouët
Kanton Le Faouët (francouzsky Canton du Faouët) je francouzský kanton v departementu Morbihan v regionu Bretaň. Tvoří ho šest obcí.

## Obce kantonu
- Berné
- Le Faouët
- Guiscriff
- Lanvénégen
- Meslan
- Priziac